# Sid Meier’s Civilization V: Gods & Kings
Civilization V: Gods & Kings — первое официальное дополнение пошаговой 4X-глобальной стратегии «Civilization V». Это дополнение изменяет геймплей оригинала добавлением новых механик, включая религию и шпионаж.

## Обзор
Civilization V: Gods & Kings включает 27 новых юнитов, 13 новых построек, 9 новых чудес света и 9 новых цивилизаций. Также появляется новый ресурс — вера, позволяющий игрокам основывать свою собственную религию, атрибуты которой можно изменять. Дипломатия игры переработана и теперь включает в себя шпионаж, посольства и новые типы городов-государств: религиозные и торговые. Сами города-государства также имеют новую систему заданий и новую стратегическую значимость. Система боя переработана и теперь включает более «умный» ИИ, расширенную эпоху Нового времени и более развитую систему морского боя с добавлением Великих Адмиралов и боевых кораблей, способных вступать в ближний бой. Все юниты теперь имеют 100 HP вместо 10. Некоторые юниты были переработаны, появились новые типы боевых единиц — как уникальные, доступные только новым нациям, так и общие.
В дополнение входит три новых сценария: «Падение Рима», сосредоточенный на закате Западной Римской империи; «В Ренессанс», описывающий влияние религии на Средневековье и Возрождение; «Мир пара и стали», происходящим в альтернативной Викторианской эпохе с элементами стимпанка.

### Религия
Дополнение вновь добавляет элемент религии, отсутствующий в пятой части. Игроки могут основывать свою религию и изменять её качества и верования. Эти верования влияют на игру и распространение религии, что генерирует ресурс «веры» (аналогично ресурсам «культуры» и «науки»). С помощью Великих Пророков, миссионеров и инквизиторов, игрок может распространять религию и управлять ей. Наибольшее влияние на дипломатию и международные отношения религия имеет в первых двух третях игры, тогда как её эффект будет значительно падать по мере приближения современной эпохи. Дополнение включает в себя 11 религий (буддизм, даосизм и другие). У игрока есть возможность переименовать свою религию.

### Шпионаж
В дополнении шпионаж может быть задействован против любой цивилизации, включая города-государства. Шпионы могут выкрасть технологии, подстроить выборы, устроить переворот в городе-государстве, узнать о тайных планах других цивилизаций. В отличие от других частей, шпионы дополнения не могут быть наняты игроком. Вместо этого цивилизация получает шпиона за каждую новую эпоху, начиная с Эпохи Возрождения. Успешно выполняя задания, шпионы получают опыт. Вражеские шпионы могут быть пойманы и допрошены, предоставляя информацию об их цивилизациях. Шпионы недоступны до эпохи Возрождения, когда влияние религии начинает падать.

### Новые цивилизации и лидеры
Дополнение включает в себя 9 новых цивилизаций и лидеров: Австрия (Мария Терезия), Византия (Феодора), Гунны (Аттила), Дания (Харальд I Синезубый), Карфаген (Дидона), Кельты (Боудикка), Майя (Пакаль), Нидерланды (Вильгельм I Оранский), Швеция (Густав II Адольф) и Эфиопия (Хайле Селассие I). Также, Испания (Изабелла I) и Монголия (Чингисхан), ранее доступные только в DLC, входят в дополнение.

## Отзывы
| Сводный рейтинг | Сводный рейтинг |
| Агрегатор       | Оценка          |
| --------------- | --------------- |
| GameRankings    | 79,97 %         |